# Sarah Wilson (journaliste)
Pour les articles homonymes, voir Sarah Wilson et Wilson.
Sarah Wilson (née le 8 janvier 1974) est une journaliste australienne. Elle est également animatrice de télévision, blogueuse, consultante en media et auteure du livre I Quit Sugar,.
Sarah Wilson est actuellement l’auteure de 13 livres primés, vendus dans 52 pays. 

## Jeunesse et éducation
Sarah Wilson a passé son enfance dans la brousse, aux abords de Canberra, dans l’ACT, entourée de ses cinq jeunes frères et sœurs. Dès l'âge de 12 ou 13 ans, elle a lancé sa première entreprise, vendant des sacs pour livres de bibliothèque, des broches et des cartes de vœux. Elle est titulaire d’un Bachelor's degree en arts de l’Université nationale australienne, où elle a étudié la philosophie, la politique, les études de genre et le droit entre 1992 et 1997. Elle a également suivi une formation en ligne dispensée par l’Institute for Integrative Nutrition, et se présente comme coach en santé. Elle vit également avec un trouble bipolaire et des troubles anxieux.

## Carrière
Sarah Wilson a commencé sa carrière de journaliste en tant que critique gastronomique pour le News Ltd Sunday Magazine. À 25 ans, elle tenait une chronique hebdomadaire d’opinion dans le Herald Sun du groupe News Ltd.

## Livres
- I Quit Sugar, Pan Macmillan (2012)
- First, We Make The Beast Beautiful (2017)[6]
- This One Wild and Precious Life: A Hopeful Path Forward in a Fractured World (2020)